# Сапи-сонок

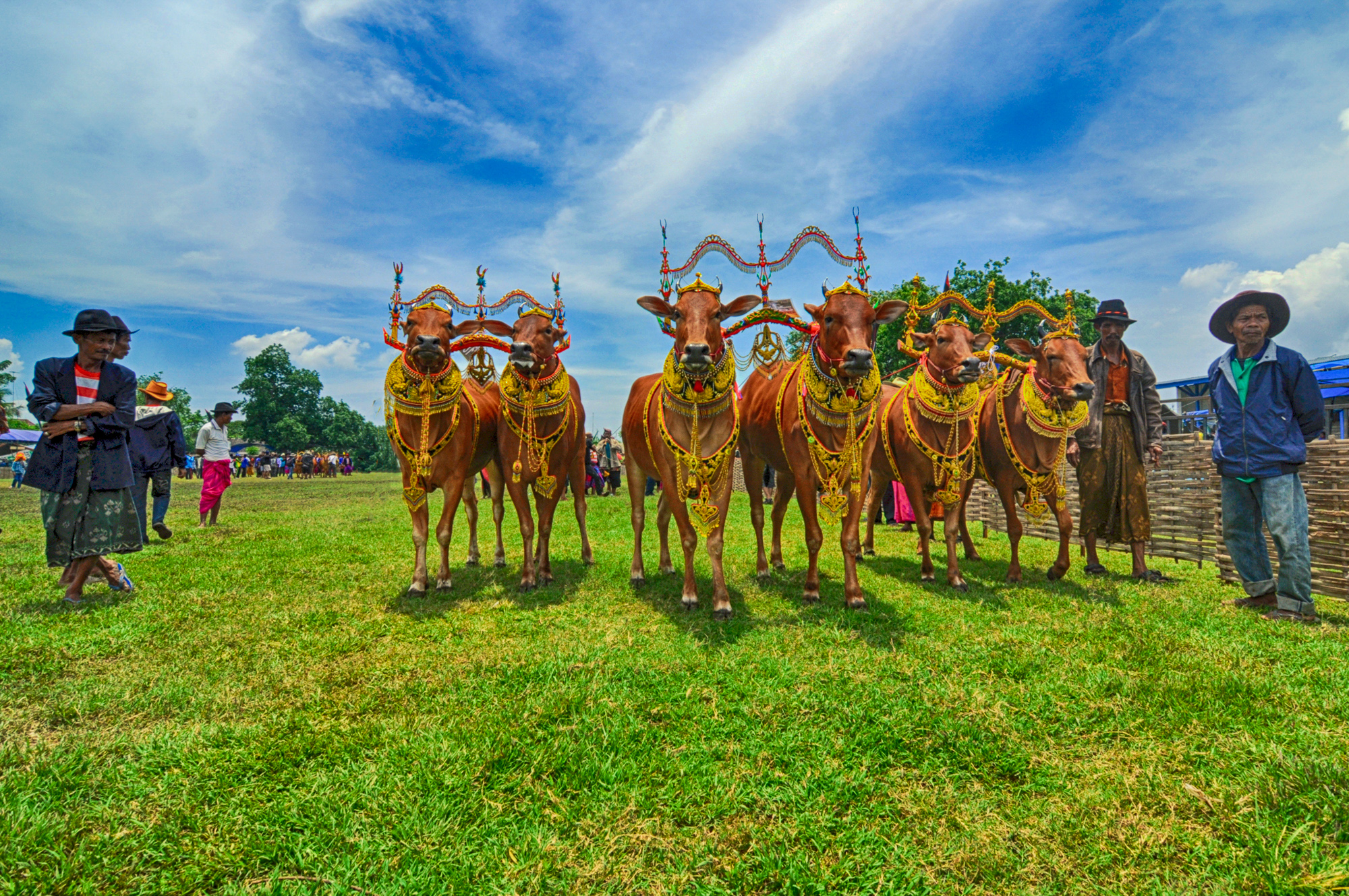
Мадурские коровы на сапи-соноке

Са́пи-соно́к (мад. Sapè sonok, индон. Sapi sonok), иногда просто соно́к — конкурс красоты, регулярно проводимый среди элитных коров местной породы крупного рогатого скота на индонезийском острове Мадура. Является достаточно новой — практикуется с 1960-х годов — но уже весьма известной этнокультурной традицией мадурцев.
В соответствии с административным делением острова, такие конкурсы проводятся с апреля по октябрь-ноябрь последовательно на деревенском, районном и окружном уровнях, а в главном, общемадурском сапи-соноке принимают участие наиболее красивые животные всех четырёх округов этого острова. На состязаниях коровы выступают парами — обычно по три пары за одну выводку. Обвешанные богатыми украшениями, животные дефилируют под музыку традиционного мадурского оркестра. Конкурсы собирают большую зрительскую аудиторию и являются значимой туристической достопримечательностью Мадуры.
Коровам, отобранным для конкурса, обеспечиваются особый уход и питание, они полностью освобождаются от хозяйственной эксплуатации. Рыночная стоимость таких животных многократно превышает стоимость обычных представительниц мадурской породы скота. По мнению специалистов, расширяющаяся практика сапи-сонока является значимым позитивным фактором селекционного отбора.

## История сонока

Остров Мадура находится у северо-восточного побережья Явы

Разведение крупного рогатого скота с древних времён является ключевой отраслью сельского хозяйства на Мадуре, расположенной у северо-восточного побережья более крупного острова Ява. Около полутора тысяч лет назад здесь сформировалась особая местная порода, представляющая собой результат скрещивания зебу, завезённого на Зондские острова с территории Индостана, c местным одомашненным бантенгом.
Владение породистым скотом со временем стало для мадурцев не только залогом материального достатка, но и предметом гордости, важной составляющей общественного статуса. На рубеже средневековья и нового времени (разброс датировок по различным источникам весьма велик — от XII до XVII века) у островитян возникла традиция гонок на парных бычьих упряжках, приуроченных к завершению сезона сбора урожая основных сельскохозяйственных культур. За столетия эти гонки превратились в самое зрелищное массовое мероприятие на Мадуре, получили широкую известность за пределами острова, а разведение гоночных быков выделилось в отдельный сектор местного скотоводства.

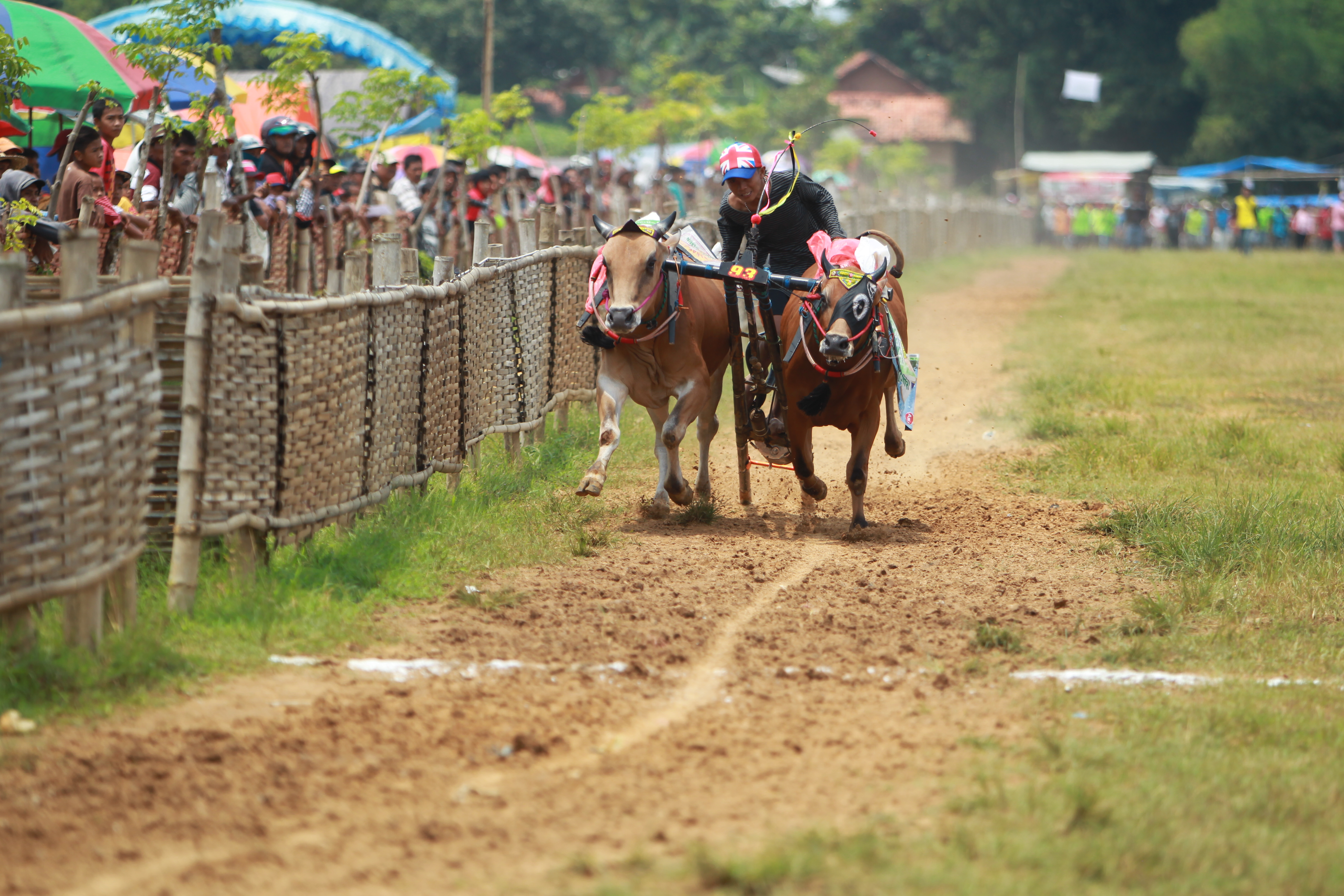
Мадурские гонки на бычьих упряжках, во многом послужившие образцом для организации сапи-сонока

Коровы на протяжении столетий оставались как бы «в тени» быков в плане обеспечения престижа мадурских скотоводов.
Однако их внешним данным всегда придавалось немалое значение, и со временем среди крестьян Мадуры сложился обычай выставления красивых коров парами на привязи между двух кольев у крыльца дома мордами к улице — с тем, чтобы прохожие могли полюбоваться ими и позавидовать их хозяину. Для того, чтобы животных было лучше видно, их ставили передними копытами на небольшое искусственное возвышение — деревянный брус, бревно или земляную насыпь. По крайней мере с 1920-х годов крестьяне острова начали практиковать «мерение» коровами: животных сводили вместе на улице или на выгоне, чтобы сравнить их экстерьер. Такие смотры, называвшиеся падже́нган (мад. pajengan, буквально — «выставка», «демонстрация») стали проводиться всё чаще, и постепенно складывались определённые правила, делавшие их всё более похожими на женские конкурсы красоты: коров стали тщательно готовить к выводке — мыть, вычёсывать и украшать, а сам смотр проводить на специально оборудованной площадке. Перед выходом на «подиум» животных стали выстраивать так же, как это изначально было принято в крестьянских дворах — с передними копытами, установленными на деревянное возвышение высотой 20—25 сантиметров. В соответствии с наиболее популярной версией, именно благодаря таким подставкам и возникло современное название состязаний — са́пи-соно́к. Если первое слово этой конструкции означает «корова», то второе представляет собой акроним мадурского словосочетания «соко́нах нунко́к» (мад. sokonah nungkok), означающее «поднятые (на возвышение) ноги». Существует и ещё одна, менее распространенная версия происхождения названия конкурса, толкующая его вторую часть как акроним другого мадурского словосочетания — «со́ро ньёно» (мад. soro nyono), означающего «направить к входу»: имеется в виду, что владельцы заводят коров на арену сквозь символическую декоративную арку.

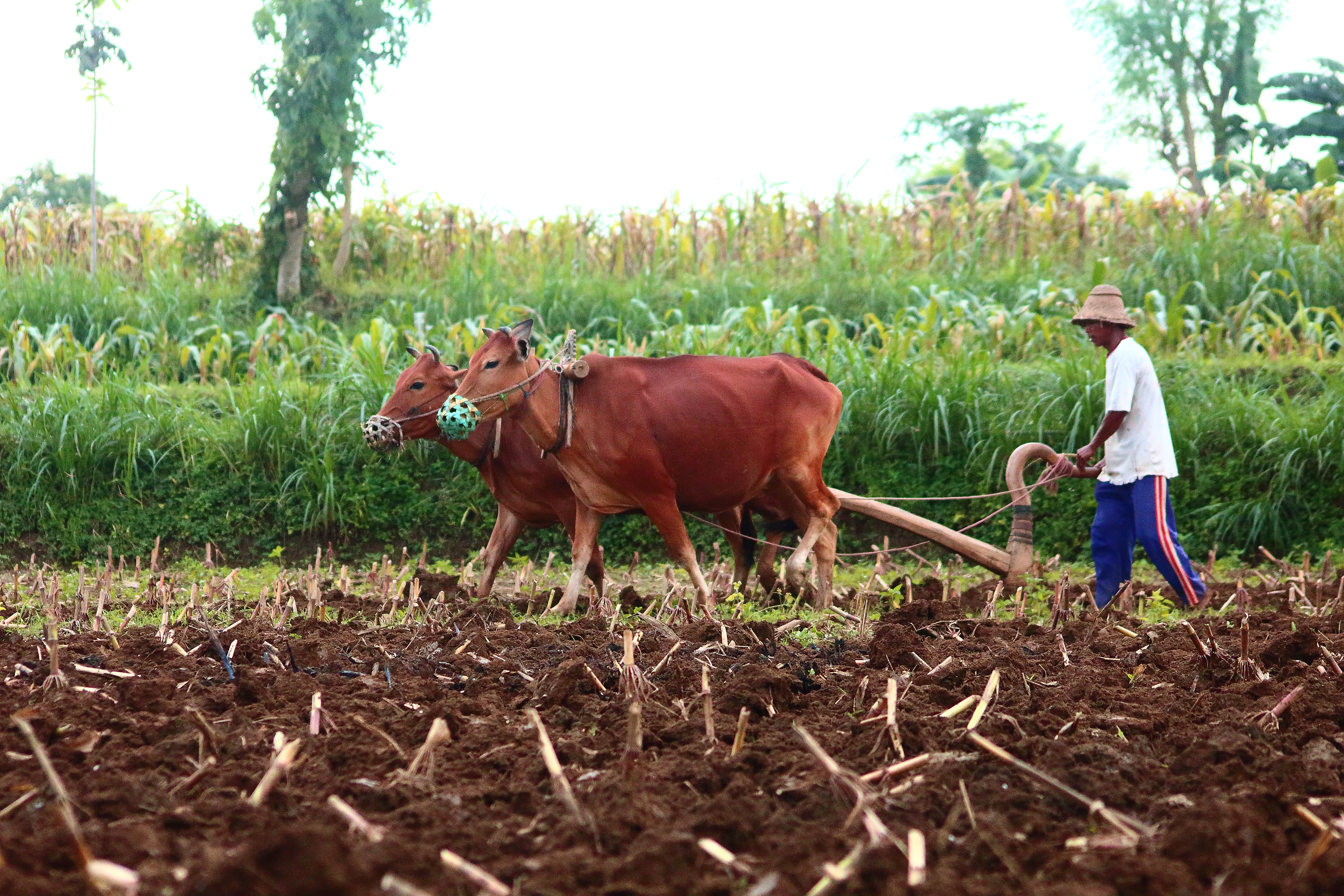
Пахота на мадурских быках

Принято считать, что первый сапи-сонок был проведён в 1964 году в деревне Демпо-Барат мадурского округа Памекасан. По некоторым источникам их инициатором выступил местный сельский староста по имени Ахмад Хариуддин (индон. Achmad Hairudin), пожелавший устроить для односельчан красивое зрелище. Другие утверждают, что смотр коров затеял сотрудник окружного управления по скотоводству с более серьёзными целями: выявить наиболее ценных породистых коров и побудить крестьян уделять большее внимание селекционному отбору скота. 
Первое время такие выводки коров проводились только в Памекасане и не предполагали состязательности: зрители любовались на животных, но победительниц не выявляли. В 1982 году именно как смотр сапи-сонок был официально зарегистрирован памекасанским управлением по делам скотоводства в качестве массового мероприятия, предваряющего гонки на бычьих упряжках. В последующие несколько лет такие действа быстро набирали популярность уже и за пределами Памекасана — в трёх других округах острова — Банкалане, Сампанге и Суменепе. При этом из смотров они постепенно превращались в конкурсы — считается, что важнейшим фактором, обусловившим возникновение принципа состязательности, стало влияние гонок на бычьих упряжках. Впервые в качестве конкурса сапи-сонок был зафиксирован в местном законодательстве в 1990 году. В это время в различных населённых пунктах острова создавались общества и клубы любителей сонока, а в 1995 году был сформирован Мадурский совет по сапи-соноку (индон. Paguyuban Sapi Sonok Madura), ответственный за проведение главного, общеостровного коровьего конкурса красоты и уполномоченный оказывать содействие организаторам конкурсов на местных уровнях. Эта структура продолжает успешно функционировать до настоящего времени, в её состав входят представители администраций всех четырёх мадурских округов, скотопромышленники, спортивные и общественные деятели.

## Основные характеристики породы

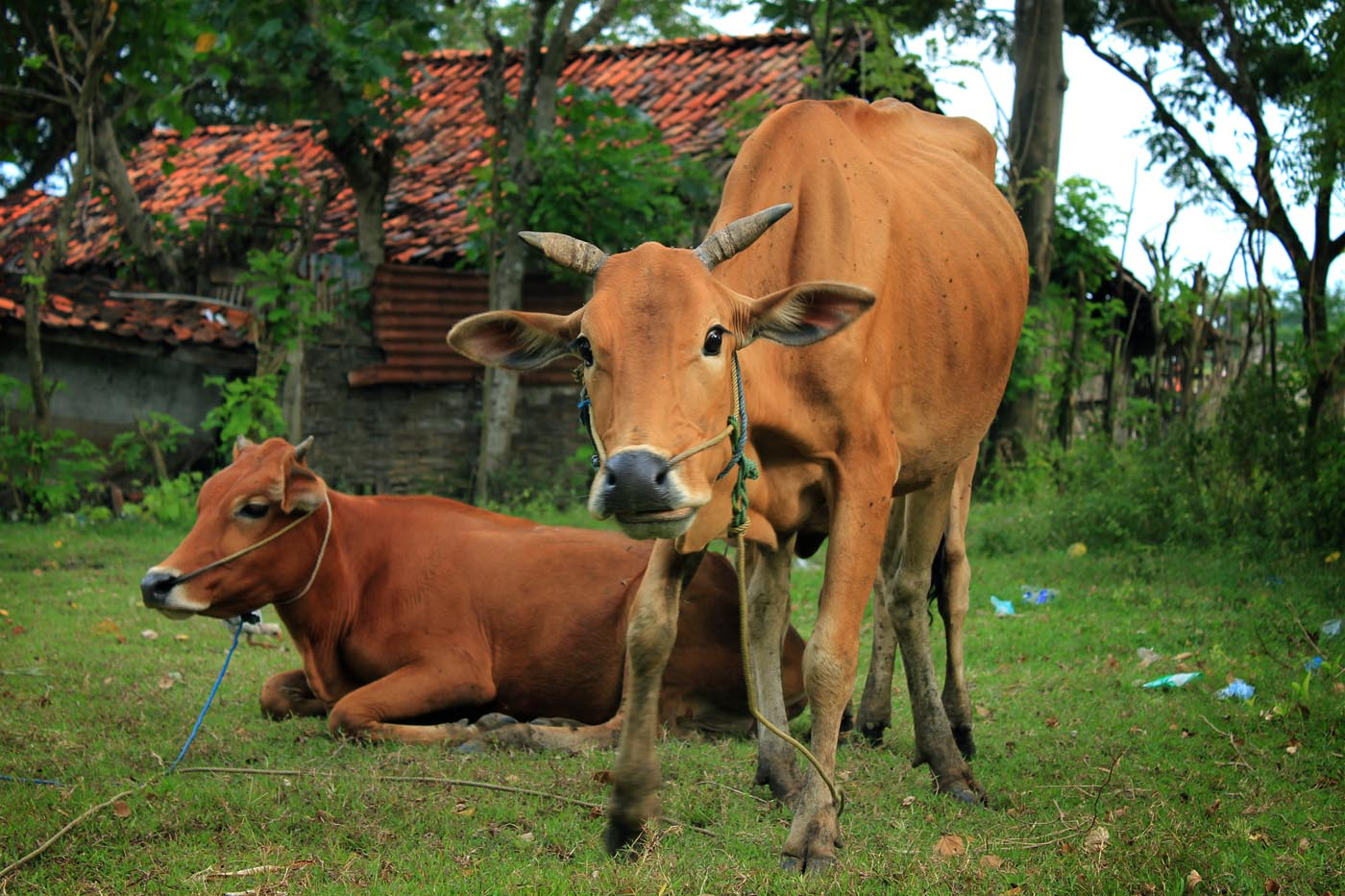
Мадурский скот

Участницами сапи-сонока являются коровы гибридной мадурской породы, представители которой в основном используются как тягловые животные — их запрягают в плуг для вспахивания полей, — а также для получения мяса: с середины XX века они стабильно фигурируют в числе основных мясных пород Малайского архипелага. По меркам крупного рогатого скота эти животные имеют средний или мелкий размер: высота самок в холке составляет около 115 см против 130 см у самцов. Вес обычной коровы, как правило, не превышает 300 кг, однако у выставочных он может доходить до 450 кг, что соответствует весу крупных самцов. Масть — красновато-коричневая, нижние части ног обычно заметно светлее основного окраса. Вдоль хребта может проходить неширокая полоса тёмной шерсти, однако для конкурсных коров такая отметина недопустима. На спине имеется небольшой горб, на шее — небольшой подвес. Рога небольшие, направлены чётко в стороны. Хвост с тёмной кисточкой, достаточно длинный — обычно достигает пяточной кости.

## Отбор и подготовка к конкурсу
Выставлять питомцев на сапи-сонок может любой житель Мадуры, владеющий парой соответствующих животных. Однако в силу того, что подготовка коров к конкурсу, равно как и приобретение уже подготовленных особей требует немалых затрат, участие в подобном мероприятии фактически обусловлено определённым материальным достатком. Подбор коров для конкурса ведется очень обстоятельно. Заводчики начинают выделять наиболее перспективных тёлочек уже в возрасте двух месяцев, и как правило, к четырёхмесячному возрасту формируется круг потенциальных претенденток на конкурс. Попадавших в него животных хозяева могут либо продать по значительно повышенной цене, либо оставить у себя для дальнейшего выращивания, если они сами планируют выставлять питомцев на сапи-сонок. Уже на этом этапе подрастающим коровам стараются, по возможности, обеспечить улучшенный уход. Окончательно же перспективы тёлочек обычно определяются к 10 месяцам — то есть, когда они уже вступают в репродуктивный возраст и достигают взрослых габаритов. После этого те из них, которые признаются достойными конкурса, отделяются от остального скота для особого содержания.
С учётом того, что в сапи-соноке животные могут выступать только вдвоём, скотовладельцы, рассчитывающие на участие в конкурсе, но имеющие лишь одну перспективную корову, вынуждены искать ей пару. Для этого им приходится либо покупать ещё одну тёлку, уже котирующуюся в качестве претендентки на подиум, и, соответственно, сто́ящую значительно дороже своей простой сверстницы, либо же выискивать наиболее экстерьерную особь среди обычных молодых коров. Вторая из опций оказывается значительно более бюджетной, но, в то же время, намного более рискованной: есть немалый шанс, что за время, остающееся до конкурса, «юная простушка» по каким-то параметрам не нагонит ровесницу, которая с детства содержалась в улучшенных условиях.

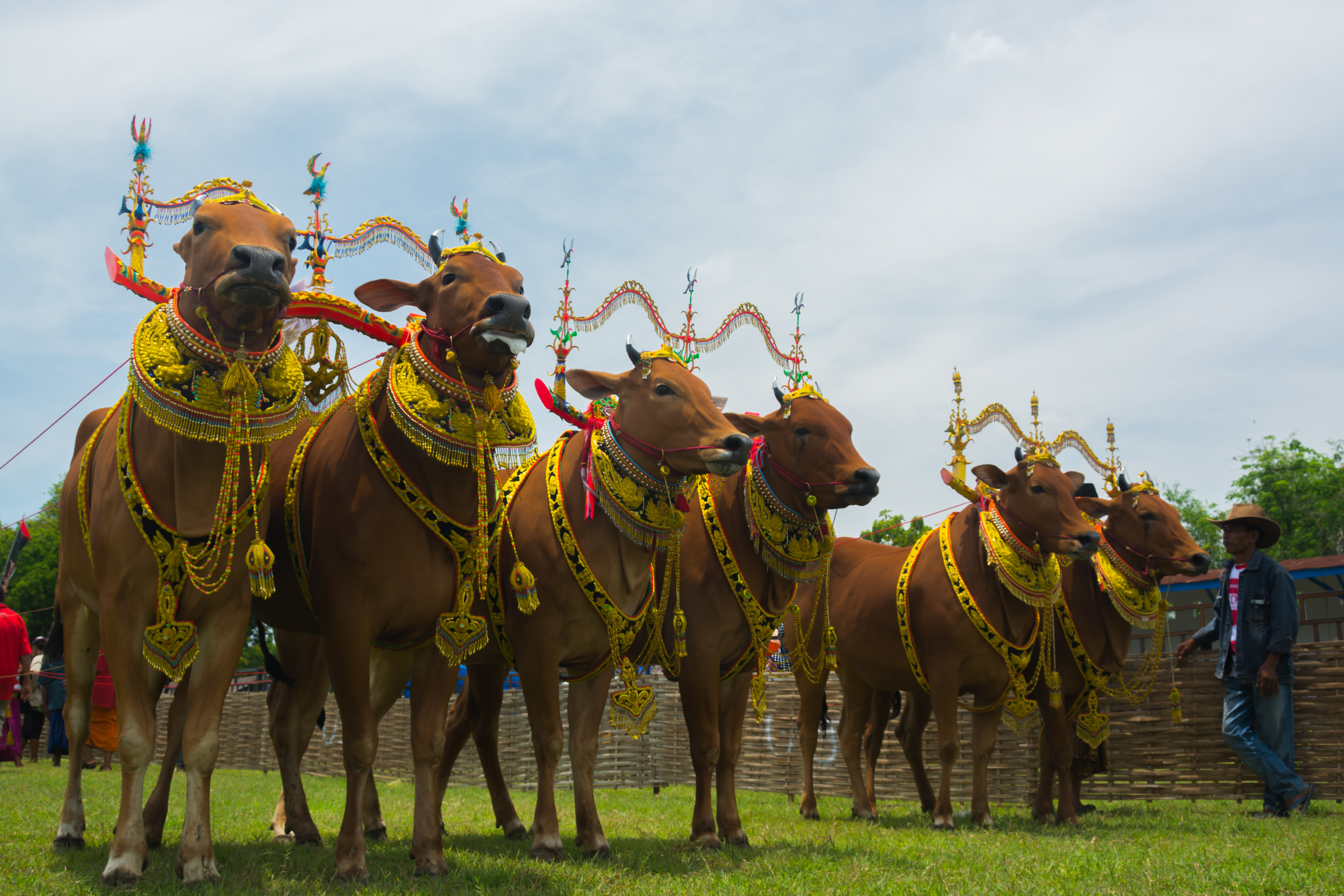
Участницы сапи-сонока

Коровы, определённые в качестве участниц конкурса и переведённые на особое содержание, освобождаются от любых сельскохозяйственных работ и в обязательном порядке оберегаются от случки с быком: беременность является категорически недопустимой для конкурсантки. По мере приближения сроков сапи-сонока этим коровам обеспечивается всё более качественный уход и особая диета. На корм будущим конкурсанткам идут зерновой рис, кукуруза, соя, хлеб, яйца, лук, мякоть кокосов и плодов джекфрута, пальмовый сахар, мёд и другие лакомства, совершенно не известные обычному мадурскому скоту. Благодаря такому откорму животные быстро прибавляют в весе, и в результате участницы сонока по массе тела как правило весьма заметно — иногда в полтора раза — превосходят своих простых соплеменниц. Помимо этого, будущих конкурсанток регулярно потчуют различными джаму — традиционными индонезийскими снадобьями, призванными укрепить здоровье, улучшить качество кожи, шерсти и т.д.
Выставочным коровам делают массаж, вычёсывают шерсть, шлифуют копыта. Предметом особой заботы хозяев являются рога — по требованиям сапи-сонока они должны не только находиться в идеальном состоянии — быть гладкими, без трещин, сколов или пигментных пятен, но и иметь максимально симметричную форму. Для достижения этой цели на рога надевают специальные деревянные рамки, не позволяющие им произвольно разрастаться в стороны, их подпиливают и полируют. Наиболее тщательные и интенсивные приготовления проводятся в преддверии сонока: шерсть моют с шампунем, триммингуют и умащивают различными маслами, рога и копыта натирают специальными растворами.
Кроме того, с коровами загодя начинают репетировать дефиле: хозяева не менее трёх раз в неделю водят их по дорожке в парной упряжке. При этом важно не только приучить их к соответствующей траектории движения, но и выработать дружелюбное или, по крайней мере, терпимое отношение друг у другу, привычку подолгу стоять или двигаться бок о бок, сохраняя при этом полное спокойствие. 
Формального возрастного ценза для участия животных в сапи-соноке не существует. Большая часть конкурсанток впервые попадает на подиум по достижении полуторагодовалого возраста, однако нередко на смотрины выставляются и более молодые коровы — в том случае, если они, по мнению заводчиков, уже достигли взрослых ста́тей. Выставляемые на сапи-соноке животные составляют крайне немногочисленную элиту в рамках мадурской породы крупного рогатого скота. Так, если на конец 2010-х годов общее поголовье последней превышало миллион, то в конкурсах в этот период участвовало лишь порядка 600—700 самок. При этом специалисты сходятся во мнении, что расширение практики сонока будет способствовать наращиванию селекционной работы, и, соответственно, улучшению качеств мадурского скота.

## Проведение конкурса

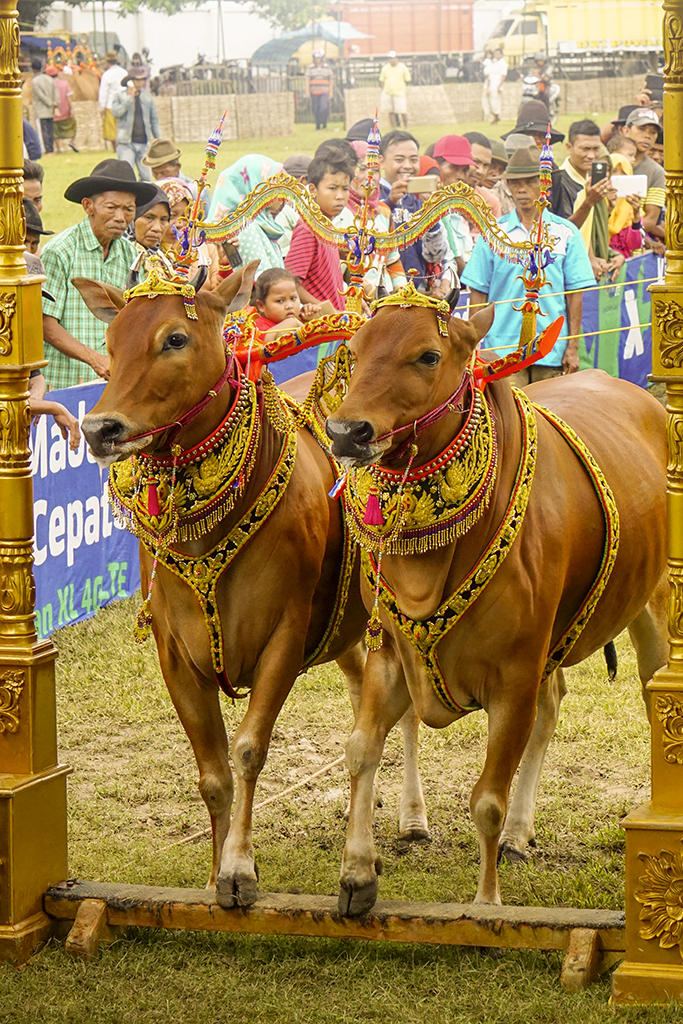
Пара коров перед конкурсом

Сезон проведения конкурсов красоты среди коров на Мадуре весьма продолжителен: он длится семь-восемь месяцев в году с апреля по октябрь-ноябрь (для сравнения — сезон гонок на бычьих упряжках продолжается лишь с августа по октябрь-ноябрь). В соответствии с административным делением острова, такие конкурсы проводятся последовательно на деревенском, районном и окружном уровне, а в главном, финальном сапи-соноке принимают участие наиболее красивые животные всех четырёх мадурских округов. По сложившейся традиции, финальный сапи-сонок проходит накануне финального тура гонок на бычьих упряжках — обычно во второй половине октября, реже — в начале ноября. До самого недавнего времени оба финальных состязания проводились в Памекасане, однако в 2019 году администрацией провинции Восточная Ява, в которую входит Мадура, было принято решение об их поочередном проведении в административных центрах всех четырёх округов острова, которые одноименны самим округам — Банкалане, Сампанге, Памекасане и Суменепе.
Количество животных, принимающих участие в конкурсах, зависит от активности заводчиков на низовом, деревенском уровне, которая может заметно колебаться год от года, хотя в целом сохраняется тенденция к постепенному расширению практики сонока. По мере роста численности коров, выводимых на деревенские конкурсы, более представительными становятся и последующие этапы состязаний — районные и окружные: Мадурский совет по сапи-соноку санкционирует прохождение в них не только победителей и финалистов, но и животных, хорошо показавших себя на полуфинальной стадии. За счёт этого главный, общемадурский сапи-сонок становится всё более представительным: так, если в 2010 и в 2012 году он собрал, соответственно, 32 и 39 пар коров, то в 2020 году в общеостровном конкурсе коровьей красоты состязалось уже более сотни пар.
Если общемадурский сапи-сонок или непосредственно предшествующие ему состязания в каждом из четырёх округов острова проводятся на стадионах современного типа, то на районном или деревенском уровне для проведения конкурса часто бывает достаточно любой прямоугольной площадки длиной в несколько десятков метров. Такая площадка может быть грунтовой, покрытой травой или посыпанной песком. С двух торцевых сторон устраиваются декоративные деревянные арки из трёх сводов: через одну животные заходят на подиум, через другую его покидают. Между створами арок на площадке размечаются три дорожки, по которым тремя парами должны пройти коровы. Перед каждой из арок оборудуются многочисленные навесы или шатры для конкурсанток: соответственно, для тех, которые готовятся к выводке и для тех, которые её уже прошли.
Важнейшей особенностью конкурса является то, что коровы выступают на нем исключительно парами, сопряженными особой лёгкой, разукрашенной упряжью. Над основной планкой парного хомута, проходящей непосредственно над шеями животных, на трёх опорах устанавливается верхняя, сугубо декоративная, которая имеет два больших симметричных изгиба, возвышающихся над кончиками рогов. Такая парная конфигурация воспроизводит традиционную модель мадурской пахоты, когда в плуг запрягается бок о бок двое животных, а также уже упоминавшейся местной гонки, в которой состязаются парные бычьи упряжки. Одна корова — какой бы красивой она ни была — не может быть допущена к состязанию. Соответственно, оценка жюри выставляется только дуэту коров по совокупному впечатлению, и недостатки одного из животных снижают шансы на победу всей пары. При этом важнейшим требованием является спокойное отношение парных коров к упряжи и друг к другу: проявление раздражения, возбуждения или даже чрезмерной игривости нежелательны.

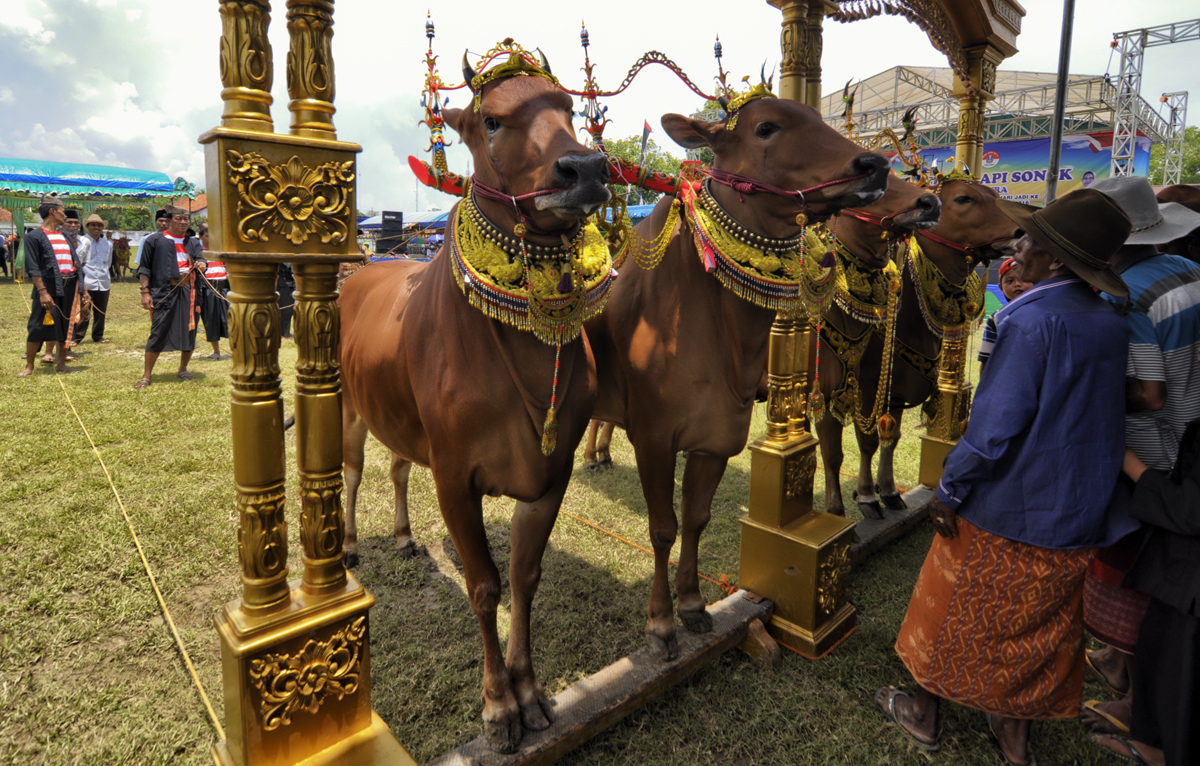
Конкурсантки со своими «командами»

Перед началом конкурса коров обвешивают украшениями из цветных металлов, тканей, кожи и других материалов, в расцветке которых преобладают традиционные для мадурцев золотой, чёрный и красный цвета. Украшения нередко бывают весьма многочисленными и крупными, однако по правилам они должны оставлять открытыми бо́льшую часть тела животного, чтобы жюри могло в полной мере оценить его стати, состояние шерсти и шкуры, форму рогов и копыт. 
На конкурсе каждую пару коров сопровождает небольшая команда присматривающих за ними людей, среди которых обычно бывает и владелец. Непременным элементом конкурса является присутствие музыкантов, исполняющих музыку в традиционном мадурском жанре сароне́н: основными их инструментами являются дудки особой конструкции, гонги и небольшие барабаны. Оркестр по обычаю начинает играть задолго до старта выводки животных, при этом и зрители, и люди, сопровождающие коров, часто пускаются в пляс непосредственно на площадке и вокруг неё.
К начале выводки люди должны покинуть площадку. По сигналу жюри коров выводят через арку на подиум по три пары за раз. Члены команд, сопровождающих животных, остаются за створами арки и контролируют движение конкурсанток с помощью длинных веревок, прикреплённых к упряжи. Однако слишком заметное сдерживание или понукание коров не приветствуется и может негативно сказаться на оценке. Под звуки саронена пары животных медленно двигаются по площадке. Важным критерием для жюри является походка: приветствуется неспешная грациозная поступь, а в еще большей степени — умение ритмично покачиваться при ходьбе: в идеале животные должны как бы пританцовывать под музыку. При этом коровы, сведённые в пару, должны двигаться максимально синхронно, нога в ногу, ни в коем случае не заступая на дорожки, отведённые для других пар конкурсанток. После завершения проводки каждой группы пар члены жюри подходят к животным вплотную, чтобы получше рассмотреть их внешние данные, а также убедиться в их спокойном, покладистом нраве: нервозность или агрессия считаются серьёзными недостатками.

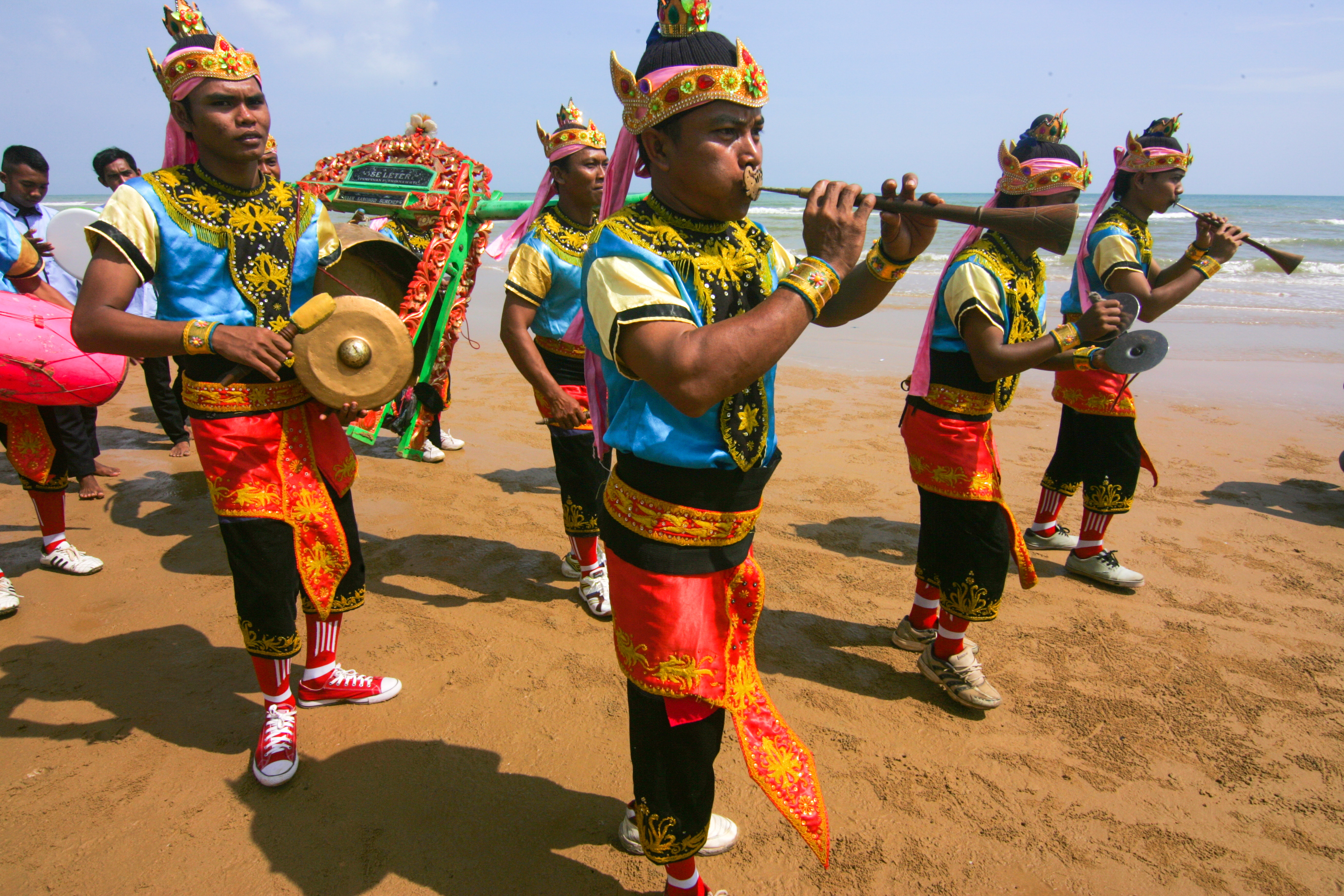
Мадурский традиционный оркестр, выступающий в жанре саронен — непременный участник сапи-сонока

По итогам выводки каждой тройки пар решением жюри определяется пара-победительница, которая проходит в следующий тур, пока в финальном туре не сойдутся три самые красивые пары. Владелец пары животных, победивших в финале, получает приз: на соревнованиях окружного или общемадурского уровня его обычно вручает глава соответствующего округа или его представитель. Дополнительные награды могут вручаться от спонсоров мероприятия. Такой относительно скромный уровень награждения подтверждает, что по своему статусу сапи-сонок пока значительно уступает главному развлечению мадурцев — гонкам на бычьих упряжках, в которых победитель финального состязания получает приз от имени президента Индонезии. Вместе с тем, поклонники коровьих конкурсов красоты надеются на последовательный рост их значимости для мадурского общества. Некоторые из них считают, что популяризации сапи-сонока может способствовать отсутствие в этом конкурсе какого-либо насилия над животными, тогда как гонки имеют репутацию достаточно жестокой забавы: в ходе заездов возницы нещадно подгоняют быков кнутами, в которые часто вплетают обрезки лезвий и гвозди, раздирающие шкуру животных до крови. Такое обращение с животными неоднократно вызывало критику со стороны не только индонезийских зоозащитников, но и мусульманского духовенства, которое традиционно пользуется высоким авторитетом среди мадурцев.
Победа пары коров в сапи-соноке — особенно на окружном и, тем более, на общемадурском уровне — значительно повышает престиж её владельца. Кроме того, подобный триумф имеет и весьма существенное материальное выражение — рыночная стоимость победительниц возрастает в десятки раз. На торги они обычно выставляются парами: разделение «тандема», завоевавшего победу в конкурсе, считается нежелательным, поскольку в последующем животных придётся приучать к новым партнёршам, с которыми они ещё неизвестно, как поладят. Если по состоянию на начало 2010-х годов пара обычных породистых мадурских коров стоила порядка 4—5 миллионов индонезийских рупий, то цена за пару, победившую в общемадурском конкурсе, доходила до 400 миллионов. Даже потомство таких животных продаётся намного дороже, нежели обычные телята мадурской породы. Обычно владельцы коров-победительниц стараются обеспечить им вязку как можно скорее после конкурса — не только, ради того, чтобы скорее получить дорогостоящий приплод, но и с тем, чтобы титулованные самки успели бы выносить телят, выкормить их и снова прийти в наилучшую форму для конкурса следующего года.